# Gunnar Olsson (1908–1974)
Gunnar Olsson (ur. 19 lipca 1908, zm. 27 września 1974) – szwedzki piłkarz, grający na pozycji napastnika.

## Kariera klubowa
Podczas kariery piłkarskiej Gunnar Olsson występował w GAIS. Z GAIS zdobył mistrzostwo Szwecji w 1931. Ogółem w barwach GAIS rozegrał 122 spotkania, w których zdobył 45 bramek.
| Sezon   | Klub | Kraj    | Rozgrywki   | Mecze | Bramki |
| ------- | ---- | ------- | ----------- | ----- | ------ |
| 1925/26 | GAIS | Szwecja | Allsvenskan | 4     | 1      |
| 1926/27 | GAIS | Szwecja | Allsvenskan | 2     | 0      |
| 1927/28 | GAIS | Szwecja | Allsvenskan | 10    | 1      |
| 1928/29 | GAIS | Szwecja | Allsvenskan | 18    | 5      |
| 1929/30 | GAIS | Szwecja | Allsvenskan | 15    | 8      |
| 1930/31 | GAIS | Szwecja | Allsvenskan | 13    | 6      |
| 1931/32 | GAIS | Szwecja | Allsvenskan | 22    | 12     |
| 1932/33 | GAIS | Szwecja | Allsvenskan | 20    | 9      |
| 1933/34 | GAIS | Szwecja | Allsvenskan | 14    | 3      |
| 1934/35 | GAIS | Szwecja | Allsvenskan | 2     | 0      |
| 1935/36 | GAIS | Szwecja | Allsvenskan | 0     | 0      |
| 1936/37 | GAIS | Szwecja | Allsvenskan | 2     | 0      |

## Kariera reprezentacyjna
W reprezentacji Szwecji Olsson zadebiutował 6 listopada 1932 przegranym 1-2 towarzykim meczu  ze Szwajcarią. Był to udany debiut, gdyż Olsson już w 7 min. zdobył bramkę dla Trzech Koron. Ostatni raz w reprezentacji wystąpił 23 maja 1934 w wygranym 4-2 towarzyskim meczu z Polską. W latach 1932–1934 rozegrał w reprezentacji sześć spotkań, w których zdobył 1 bramkę. W 1934 József Nagy, ówczesny selekcjoner reprezentacji Szwecji powołał Olssona na mistrzostwa świata. Na turnieju we Włoszech był rezerwowym i nie wystąpił w żadnym meczu.
| Mecze i gole w reprezentacji | Mecze i gole w reprezentacji | Mecze i gole w reprezentacji | Mecze i gole w reprezentacji | Mecze i gole w reprezentacji | Mecze i gole w reprezentacji | Mecze i gole w reprezentacji |
| #                            | Data                         | Miasto                       | Przeciwnik                   | Gol                          | Wynik                        |                              |
| ---------------------------- | ---------------------------- | ---------------------------- | ---------------------------- | ---------------------------- | ---------------------------- | ---------------------------- |
| 1.                           | 06.11.1932                   | Bazylea                      | Szwajcaria                   | Gol                          | 1:2                          | towarzyski                   |
| 2.                           | 11.06.1933                   | Sztokholm                    | Estonia                      |                              | 6:2                          | el. MŚ                       |
| 3.                           | 18.06.1933                   | Sztokholm                    | Dania                        |                              | 2:3                          | Puchar Nordycki              |
| 4.                           | 29.06.1933                   | Kowno                        | Litwa                        |                              | 2:0                          | el. MŚ                       |
| 5.                           | 04.07.1933                   | Ryga                         | Łotwa                        |                              | 1:1                          | towarzyski                   |
| 6.                           | 23.05.1934                   | Sztokholm                    | Polska                       |                              | 4:2                          | towarzyski                   |